# Fasgânio
Fasgânio (em latim: Phasganius) foi um estudioso romano do século IV. Era irmão mais novo do decurião Panólbio e tio do orador Espectato, da cortesã Teodora e do sofista Libânio. Exerceu a função de retor, sendo considerado por Libânio melhor que seu irmão, e era patrono do último; foi mediante sua influência que Libânio foi transferido de Constantinopla para Antioquia em 360. Fasgânio faleceu em 361 e sua propriedade foi repartida entre Libânio e Espectato.